# Khaleej Sirte SC
El Khaleej Sirte es un equipo de fútbol de Libia que participa en la Primera División de Libia, la segunda liga de fútbol más importante del país.

## Historia
Fue fundado en el año 1963 en la localidad de Sirte con el nombre Sirte a raíz de la fusión de los equipos Al-Najm Al-Sate y Al-Intilaaq, pero fue hasta la temporada 2005 que ascendieron a la Liga Premier, la cual nunca han ganado, pero sí han ganado un Título de Copa y 1 Copa de la Liga, y fue finalista en la Supercopa. En 1999 cambiaron de nombre por el que tienen actualmente.
A nivel internacional ha participado en 1 torneo continental, la Copa Confederación de la CAF del año 2009, donde fueron eliminados en la Primera Ronda por el ES Sétif de Argelia.

## Palmarés
- Copa de Fútbol de Libia: 1

2008
- Super Copa de Libia: 0
  - Finalista: 1

2008
- Copa de la Liga de Libia: 1

2008

## Participación en competiciones de la CAF
| Temporada | Torneo                       | Ronda      | Club       | Casa | Visita | Global |
| --------- | ---------------------------- | ---------- | ---------- | ---- | ------ | ------ |
| 2009      | Copa Confederación de la CAF | Preliminar | Prisons FC | 4-0  | 2-0    | 6-0    |
| 2009      | Copa Confederación de la CAF | 1          | ES Sétif   | 0-1  | 0-5    | 0-6    |

## Cuerpo Técnico
| Posición                | Nombre            |
| ----------------------- | ----------------- |
| Entrenador              | Mukhtar Taleely   |
| Asistente de Entrenador | Abdul 'Atee Qubay |
| Doctor                  | Mohammed Khalifa  |